# Amatore
Amatore  è un nome proprio di persona italiano maschile.

## Varianti
- Maschili: Amadore[1][2], Amadoro[1]
- Femminili: Amatrice[2][3]

### Varianti in altre lingue
- Basco: Amator[6]
- Catalano: Amador[6]
- Francese: Amateur
- Latino: Amator[1][2][4]
- Occitano: Amadour[2]
- Spagnolo: Amador[4][6]

## Origine e diffusione
Deriva dal nome cognomen romano Amator, tratto dal verbo amare, col significato di "amatore", "colui che ama", adottato come nome individuale in ambienti cristiani con riferimento all'amore verso Dio. Ulteriore spinta al suo utilizzo è poi arrivata grazie al culto dei diversi santi così chiamati.
Il nome gode oggi di scarsa diffusione, ed è attestato sporadicamente in tutta Italia, con quasi metà delle occorrenze in Lombardia. Per semantica, Amatore è analogo ai nomi Amanzio e, limitatamente al significato religioso, Amedeo.

## Onomastico
L'onomastico si può festeggiare in memoria di più santi, alle date seguenti:
- 7 marzo, sant'Amatore, eremita, venerato in Portogallo[7]
- 30 aprile, sant'Amatore, sacerdote, martire a Cordova sotto i Saraceni assieme ai santi Pietro e Ludovico[5][6][7][8]
- 1º maggio, sant'Amatore, vescovo di Auxerre[5][7][8]
- 17 agosto, sant'Amore o Amatore, missionario in Germania e fondatore del monastero di Amorbach[7]
- 20 agosto, sant'Amatore, eremita nel Quercy[7]
- 20 agosto, sant'Amatore, venerato a Lucca (probabilmente identificabile col precedente)[8]
- 26 novembre, sant'Amatore, vescovo di Autun (di dubbia esistenza storica)[5][7][8]

## Persone
- Amatore Sciesa, patriota italiano

### Variante Amador
- Amador Lorenzo, calciatore spagnolo